# Positivliste für Arzneimittel
Eine Positivliste für Arzneimittel enthält Arzneimittel, die zu Lasten eines Versicherungsträgers oder nationalen Gesundheitssystems, z. B. der gesetzlichen Krankenversicherung (GKV), verordnet werden dürfen. Die Auswahl der Medikamente erfolgt dabei sowohl nach therapeutischen Gesichtspunkten wie hohem therapeutischen Nutzen und Bewährungsgrad als auch anhand von wirtschaftlichen Aspekten wie dem Verhältnis aus Kosten und Nutzen.
Dabei kann auch festgelegt sein, in welchen Fällen und zu welchem Anteil die Kosten des Medikamentes erstattet werden müssen. So gibt es in der Schweiz solche Limitationen (sogenannte limitatio), die etwa festlegen, dass nur fortgeschritten erkrankte oder Patienten, für die keine andere Behandlung geeignet ist, das Medikament bezahlt bekommen.
Die in Deutschland 1992 im Gesundheitsstrukturgesetz geplante Einführung einer Positivliste ist trotz mehrerer Anläufe nicht umgesetzt worden. Die Verabschiedung eines Arzneimittel-Positivlistengesetzes (AMPoLG) wurde zuletzt 2003 zurückgestellt.
In den meisten Mitgliedstaaten der Europäischen Union, unter anderem in Belgien, Dänemark, Finnland, Frankreich, Griechenland, Italien, Luxemburg, den Niederlanden, Österreich, Portugal und Schweden, wird eine Positivliste gepflegt. In der Schweiz existiert mit der Spezialitätenliste ebenfalls eine abschließende Positivliste für Arzneimittel. In den USA haben viele private Krankenversicherungen unternehmensspezifische Positivlisten.

## Belege
1. ↑  Claudia Schumm-Robustelli: Vom Spital zum Sozialamt: Krebs kann auch im Thurgau arm machen. Abgerufen am 25. Dezember 2019.
2. ↑  Ulrich Schwabe, Dieter Paffrath: Arzneiverordnungs-Report 2003, Springer, 2003, S. 2.
3. ↑  Kleine Anfrage (Memento vom 21. Dezember 2015 im Internet Archive) (PDF; 70 kB) der Abgeordneten Dr. Wolf Bauer et al.: Einführung einer Arzneimittel-Positivliste
4. ↑  BMG: Das Glossar zur Gesundheitsreform. online (Memento vom 10. Januar 2008 im Internet Archive), abgerufen am 16. April 2007
5. ↑  Spezialitätenliste Schweiz (Memento vom 14. Januar 2010 im Internet Archive)